# 国民议会党
国民议会党是由前农业部长阿都亚兹于1963年8月29日成立的一个已不存在的政党。该党的主要支持者是农民和渔民。

## 历史
阿都亚兹从内阁辞职后被开除巫统党籍，遂于1963年7月15日成立国民议会党。该党成立的主旨在于将所谓的马来左翼人士，包括贫穷的农民、没有保障的渔民和其他不满的农村居民，组织成中间派政党来对抗联盟。1964年，国民议会党加入马来亚人民社会主义阵线。
1963年，马印对抗事件爆发后不久，政府决定对付一些反对党人士。由于政府认为社阵亲印尼、亲中国而大肆逮捕社阵领袖。阿都亚兹是其中一人。
1964年马来西亚大选中，国民议会党没有赢得任何席位。大选后，该党高层领袖不断被捕，如前后两任总秘书再拉尼和甘波拉祖，以及主席阿都亚兹。1966年后该党基本停止活动。

## 领导人

### 党主席
- 阿都亚兹（1963-1965年）

### 总秘书
- 再拉尼·苏莱曼（1963-1964年）
- 拿督甘波·拉祖（1964-1965年）

## 党徽
红白地上之榕树

## 大选成绩
| 大选   | 赢得席次 | 竞选席次 | 得票数 | 得票率 | 结果                                | 选举领袖 |
| ------ | -------- | -------- | ------ | ------ | ----------------------------------- | -------- |
| 1964年 | 0 / 104  | 19       |        |        | ━ ; 无席次 (马来亚人民社会主义阵线) | 阿都亚兹 |

## 当选代表

### 国会下议院

#### 1959-1964
| 州属   | 选区编号   | 国会议席   | 国会议员           | 政党       | 政党       |            |
| ------ | ---------- | ---------- | ------------------ | ---------- | ---------- | ---------- |
| 雪蘭莪 | P075       | 瓜拉冷岳   | 阿都亚兹自1963年起 |            | 国民议会党 |            |
| 总计   | 雪蘭莪 (1) | 雪蘭莪 (1) | 雪蘭莪 (1)         | 雪蘭莪 (1) | 雪蘭莪 (1) | 雪蘭莪 (1) |